# 장기역
장기역(場基驛, Janggi station)은 경기도 김포시 장기동에 위치한 김포 도시철도의 전철역이다. 김포대수로 하저터널로 운양역과 연결된다.

## 역 구조
2면 2선 상대식 승강장이다. 승강장에 스크린도어가 설치되어 있다.
| 마산 ↑ |
| \| 상  |
| ↓ 운양 |

| 상행 | ● 김포 도시철도 | 양촌 방면     |
| 하행 | ● 김포 도시철도 | 김포공항 방면 |

## 역사
- 2016년 6월 20일: 장기역으로 역명 확정[1]
- 2019년 9월 28일: 김포 도시철도 개통과 함께 영업 개시

## 역 주변
- 김포경찰서
- 장기세무서
- 장기초등학교
- 운유초등학교
- 장기중학교
- 운양중학교
- 뉴고려병원
- 국민연금공단김포강화지사
- 한강중앙공원
- 고창중학교

## 인접한 역
| 김포 도시철도       | 김포 도시철도   | 김포 도시철도           |
| ------------------- | --------------- | ----------------------- |
| G102 마산 양촌 방면 | ● 김포 도시철도 | G104 운양 김포공항 방면 |